# Ефремов, Николай Николаевич
Никола́й Никола́евич Ефре́мов (22 февраля (6 марта) 1886, г. Сумы, Харьковская губерния, — 26 февраля 1947, Москва) — российский, советский химик, доктор химических наук (1936), преподаватель, профессор, зав. кафедрой неорганической химии Пермского университета (1932–1935), зав. лабораторией физико-химического анализа органических систем Института общей и неорганической химии АН СССР (с 1936), заслуженный деятель науки и техники РСФСР (1947).
Ученик академика Н. С. Курнакова. Один из основателей физико-химического анализа систем, образованных органическими соединениями. Разработчик метода переработки карналлитов.

## Биография
В 1911 году окончил Петербургский политехнический институт, где являлся учеником Н. С. Курнакова.
С 1919 года — профессор Петроградского химико-фармацевтического института.
С 1924 года — профессор Уральского государственного университета (с 1925 года — Уральский политехнический институт) в Свердловске.
В 1926 года — директор, в 1927-1929 годах — научный руководитель Центральной химической лаборатории Северного треста химической промышленности в Свердловске.
В 1929–1930 годах — заведующий калийным отделом Уральского научного химического института.
В 1932 году — профессор Пермского (Березниковского) химико-технологического института.
После закрытия химико-технологического института в 1932 году возглавляет кафедру неорганической химии Пермского университета. Для решения возникших проблем он оставляет работу в университете и уезжает сначала в Березники, а потом — в Москву, где в 1936 году получил степень доктора химических наук.
С 1936 года руководил организованной им лабораторией физико-химического анализа органических систем Института общей и неорганической химии АН СССР.
В 1936—1939 годах — профессор Московского института химического машиностроения.
В 1936—1940 годах — профессор Московского полиграфического института.
Похоронен на Введенском кладбище (6 уч.).

## Научная деятельность
Один из основателей физико-химического анализа систем, образованных органическими соединениями.
Научная деятельность Н. Н. Ефремова в качестве руководителя кафедры неорганической химии Пермского университета стала продолжением исследований, начатых его предшественником Н. А. Трифоновым, и способствовала дальнейшему развитию тематики кафедры: изучение фазовых равновесий в водно-солевых, органических и смешанных водно-органических системах при различных условиях
Исследовав калийные соли Верхнекамского месторождения, разработал метод переработки карналлитов на соли калия и магния. В июле 1932 года принимал участие в слёте ударников и выездной сессии Академии наук СССР с участием академиков Н. С. Курнакова и Д. Н. Прянишникова, профессоров П. И. Преображенского, А. Г. Бергмана и др., где были обсуждены планы научно-исследовательских и строительных работ. Уехав в Москву, поддерживал связь с химиками Пермского университета, одним из которых был В. Ф. Усть-Качкинцев.
Н. Н. Ефремов — автор простого способа изучения микроструктуры сплавов органических веществ.
Для установления физико-химической природы взаимных сочетаний органических веществ он последовательно применял определение физических свойств в зависимости от состава и разработал простой способ изучения микроструктуры сплавов органических веществ. Для изучения кинетики фазовых превращений совместно с сотрудниками предложил метод микрокиносъемки в поляризованном свете. Ему принадлежат также работы по галургии, минеральной технологии и аналитической химии.

## Разное
- Зарекомендовал себя как хороший лектор. В апреле 1933 года на конкурсе лекторов в Пермском университете лучшей профессорской лекцией была признана его лекция по неорганической химии[9].
- В пермский период своей деятельности по заданию наркомата внутренних дел проводил закрытые исследования с наркотическими веществами[10].

## Избранные публикации
- Камфора и фенолы // Журнал Русского физико-химического общества. Часть химическая, 1913, т. 45, вып. 2.
- О соединениях пикриновой кислоты с углеводородами // Известия Института физико-химического диализа, 1919, т. 1, вып. 1.
- Твердые растворы высших жирных кислот и триглицеридов // Известия Сектора физико-химического анализа. Институт общей и неорганической химии. 1948, т. 16, вып. 3 (совм. с Г. Б. Равичем и В. А. Вольновой)[7].

## Награды
- Орден Трудового Красного Знамени.
- Заслуженный деятель науки и техники РСФСР (1947).